# Équipe du Népal de rugby à XV
L'équipe du Népal de rugby à XV est une sélection de joueurs de rugby à XV du Népal.

## Histoire
La sélection népalaise de rugby à XV joue le premier match de son histoire contre le Bangladesh le 22 juin 2022, à l'Army Stadium (en) de Dacca,. Le Bangladesh s'impose à domicile sur le score de 31 à 7.